# George S. Kaufman

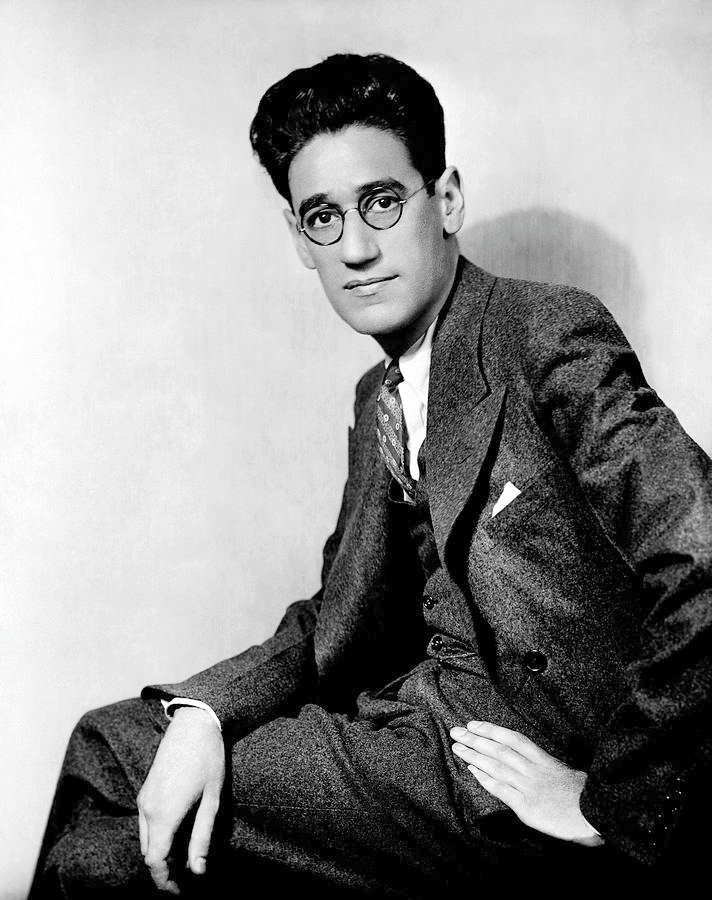
George S. Kaufman en 1928

George Simon Kaufman (Pittsburgh, Pennsylvania, 16 de noviembre de 1889 - Nueva York, 2 de junio de 1961) fue un dramaturgo, director de escena, satírico y periodista estadounidense, uno de los más famosos comediógrafos del siglo XX y miembro de la mesa redonda del Algonquin, ganador en dos ocasiones del premio Pulitzer y en una ocasión del premio Tony. Con la posible excepción de Neil Simon, entre la I Guerra Mundial y la II.ª ningún otro comediógrafo disfrutó de más éxito y popularidad, ni ejerció más influencia sobre la escena y el cine estadounidenses.

## Biografía
De familia judía, su padre fue un fabricante de bandas de sombrero. Asistió a la escuela pública en Pittsburgh y Paterson (Nueva Jersey). Comenzó como reportero y satírico del Evening Mail de Nueva York; en 1912 tuvo una columna de humor en el Washington Times, donde pulió su estilo imitando la ironía de Mark Twain, y finalmente fue a parar como crítico teatral al The New York Times de 1917 a 1930.
Comenzó a escribir piezas para teatro, destacando en particular en la comedia y la comedia musical, e hizo su debut en Broadway con Some One in the House (1918), escrita en colaboración con Larry Evans y W. C. Percival. Desde entonces, era habitual que cada año entre 1921 y 1958, desde la aparición de su segunda obra de teatro Dulcy (coescrita con Marc Connelly), tuviera al menos una obra teatral en la cartelera de Broadway, escrita o dirigida por él. Todavía en tiempos recientes (Desde 1966 hasta 2003, por ejemplo) hubo 12 reposiciones de obras de Kaufman en Broadway.
Kaufman casi siempre escribía en colaboración con otro escritor. De las piezas largas, solo The Butter and Egg Man (1925) y el musical Hollwyood Pinafore (1945) fueron trabajos en solitario. La primera fue exitazo que alcanzó 245 representaciones, pero la última, un burlesque con música de Arthur Sullivan y libreto de Kaufman, fracasó.
En la edad de oro del teatro de Broadway, Kaufman demostró ser un artesano particularmente adepto a la comedia, la sátira y el epigrama ingenioso y mordaz. Con frecuencia los productores de Broadway lo contrataban como guionista para reforzar una obra prometedora de otro autor y convertirla en un éxito.
En colaboración con Marc Connelly escribió piezas teatrales como Merton of the Movies (1922), su primer clásico, una crítica de Hollywood que alcanzó 248 representaciones, y Beggar on Horseback (1924), una sátira expresionista sobre la ineficacia de la eficiencia. Su exitosa obra The Royal Family (1927), coescrita con Edna Ferber, fue una parodia de la teatral familia Barrymore (Ethel Barrymore, John Barrymore y Lionel Barrymore), y alcanzó 345 funciones, una vez que los abogados de la familia Barrymore asintieron a la representación. June Moon (1929), escrita con Ring Lardner, es una parodia del Tin Pan Alley, mientras que él satirizaba Hollywood en Once in a Lifetime (1930) en colaboración con Moss Hart.

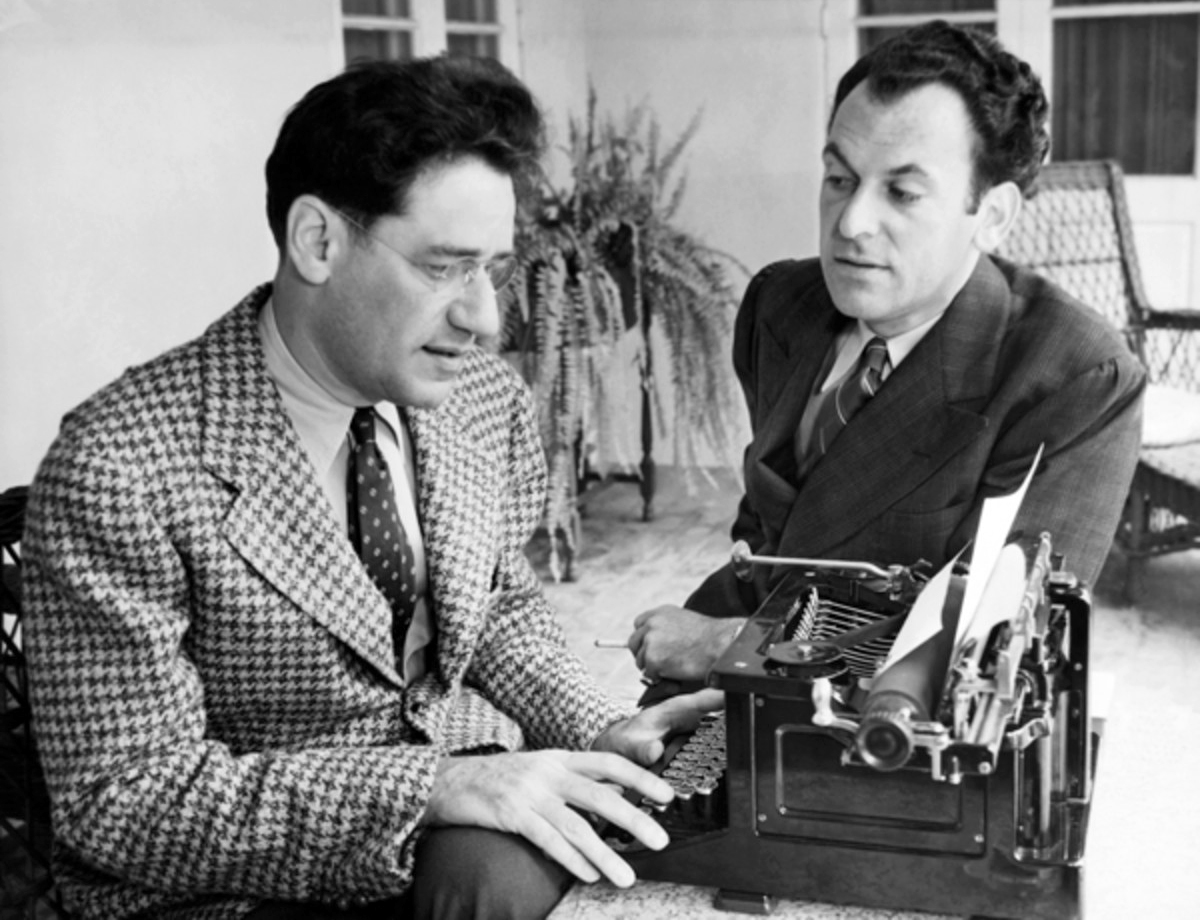
Los dramaturgos George S. Kaufman y Moss Hart en 1937

Para los hermanos Marx, Kaufman escribió las revistas The Cocoanuts (1925), con canciones de Irving Berlin, y Animal Crackers (1928), coescrita con Morrie Ryskind, pero odiaba las improvisaciones de los Marx, hasta el punto de interrumpir un ensayo y decir "Disculpen por interrumpir, pero por un momento pensé que había oído una línea que escribí".
Kaufman viajó a Hollywood, que odiaba, en 1935, por petición expresa de los hermanos Marx, quienes habían engatusado al supervisor de producción de MGM Irving Thalberg para que lo contratara. Thalberg había garantizado a Kaufman al menos 100.000 dólares para que se marchara de Nueva York a Culver City. Cuando Kaufman llegó al estudio, Thalberg le pidió una sinopsis del guion de Una noche en la ópera (1935).
En un discurso que pronunció en 1939 en la Universidad de Yale, Kaufman dijo:

Morrie Ryskind y yo aprendimos una gran lección de escritura de comedia teatral. La aprendimos de los hermanos Marx. Escribimos dos piezas para ellos, que, por cierto, son dos más de las que se les deberían pedir a nadie que escribiera. Mirando hacia atrás, parece increíble que esto fuera algo que no sabíamos. Aprendimos que, cuando una audiencia no se ríe de una línea en que se suponía debía reír, lo que había que hacer era eliminarla y lograr una línea más divertida. No lo sabíamos antes: siempre pensé que era culpa de la audiencia, o que cuando la obra llegara a Nueva York se reirían.

George S. Kaufman recibió el premio Pulitzer de 1932, junto con Morrie Ryskind e Ira Gershwin, por Of Thee I Sing (1931), una sátira política con música de George Gershwin; la obra alcanzó 441 funciones y fue el primer musical en ganar el Premio Pulitzer de Drama. Ganó su segundo Pulitzer por No puedes llevarlo contigo (1936), coescrita con Moss Hart, a quien consideraba su mejor colaborador. Escribiendo de nuevo con Edna Ferber, produjo Dinner at Eight (1932) y Stage Door (1936), mientras que de nuevo con Moss Hart escribió El hombre que vino a cenar (1939), un burlesque de culto.
En colaboración con el letrista Howard Dietz, escribió el libreto para la revista musical The Band Wagon (1931), que contó con Fred y Adele Astaire. Entre sus obras posteriores se encuentran The Late George Apley (1944), coescrito con John P. Marquand, y The Solid Gold Cadillac (1953), coescrito con Howard Teichmann. Kaufman también fue director de escena, con éxitos como La portada (1928), Of Mice and Men (1939), My Sister Eileen (1940) y Guys and Dolls (1950).
Fue miembro de la célebre mesa redonda del Algonquin, un círculo de escritores, críticos y gente del mundo del espectáculo que se reunía para almorzar a diario en el Hotel Algonquin de Nueva York y jugar a las cartas, célebre por las ingeniosas y ácidas frases epigramáticas que acuñaban, por lo general para criticar piezas teatrales o degradar vanidades. El núcleo aglutinador fue la escritora Dorothy Parker, que vivía en el Hotel Algonquin en ese momento, e incluía además a Alexander Woollcott, Edna Ferber, Franklin P. Adams y Harpo Marx.
Se casó dos veces, la primera con Beatrice Bakrow (1917-1945) y la segunda con Leueen MacGrath (1949-1957); tuvo un hijo adoptivo y una nieta, la actriz Beatrice Colen. Mantuvo un tórrido romance con la actriz Mary Astor, que se descubrió al público durante el proceso de divorcio de esta última.
La sátira brillante y el ingenio cáustico eran su fuerte entre los no menos agudos algonquinianos. Escribió 45 piezas teatrales, casi todas en colaboración y adaptadas también a la pantalla; incluso dirigió una película para I. Thalberg, El senador fue indiscreto (1947). Además de sus dos premios Pulitzer, ganó el premio Tony de 1951 al mejor director de escena por Guys and Dolls. Falleció de un ataque cardiaco el 2 de junio de 1961.

## En la cultura popular
Kaufman fue interpretado por el actor David Thornton en la película de 1994 Mrs. Parker and the Vicious Circle y por Jason Robards en la película de 1963 Act One. En la adaptación de Broadway de 2014 de este última por James Lapine, lo interpretó Tony Shalhoub.
El personaje principal de la película de los hermanos Coen Barton Fink (1991), tiene un gran parecido físico con Kaufman.